# کانتون (ایلینوی)
کانتون، ایلینوی (به انگلیسی: Canton, Illinois) یک شهر در ایالات متحده آمریکا با جمعیت ۱۸٬۲۸۸ نفر است که در ایلی‌نوی واقع شده‌است.

## موقعیت جغرافیایی
موقعیت جغرافیایی شهرها و مناطق اطراف به شرح زیر است: